# Nicéphore Soglo
Nicéphore Soglo (Lomé, 29 novembre 1934) è un politico beninese.
È stato Primo ministro dal 1990 al 1991 e Presidente dal 1991 al 1996, dopo aver vinto le elezioni presidenziali del 1991.